# Pseudobombax millei
Pseudobombax millei är en malvaväxtart som först beskrevs av Standley, och fick sitt nu gällande namn av André Georges Marie Walter Albert Robyns. Pseudobombax millei ingår i släktet Pseudobombax och familjen malvaväxter. Inga underarter finns listade i Catalogue of Life.